# Kruidboek

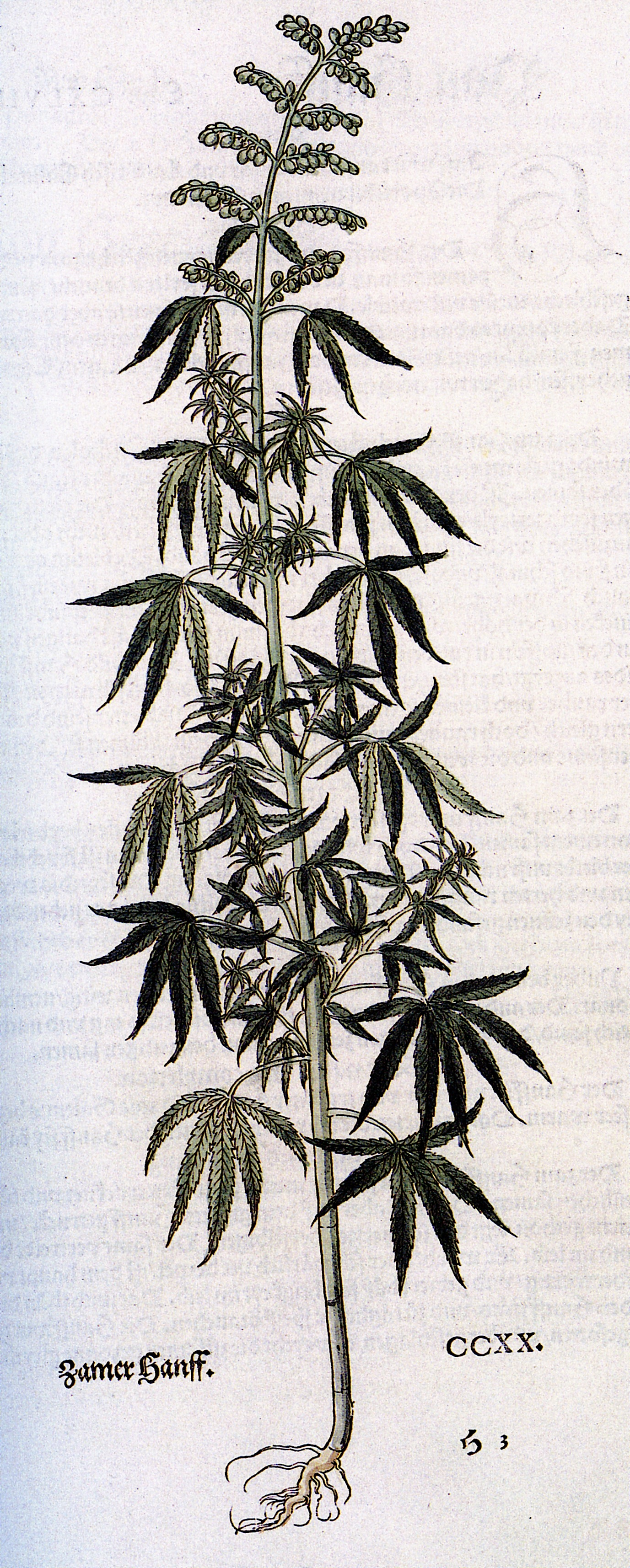
Een van de geneeskrachtige planten uit Den Nieuwen Herbarius

Een kruidboek, kruidenboek of herbarius is een geïllustreerd boek waarin planten, met hun eigenschappen en hun gebruik, worden beschreven of getekend.
Kruidboeken dateren uit de periode van de renaissance tot aan ongeveer 1800. Zij ontstonden vanuit de belangstelling voor het medicinale gebruik van kruiden. Het was daarbij van belang om de goede soorten te hebben en ze te kunnen vinden. Daarom werden de planten, de eigenschappen van de groeiplaats en hun medicinale toepassing vaak uitgebreid beschreven.
De prenten van kruidboeken worden ook tegenwoordig veel gebruikt omdat ze door hun ouderdom rechtenvrij zijn. Enkele veelgebruikte en geciteerde kruidenboeken zijn: New Kreüterbuch (1543) van de Duitse arts Leonhart Fuchs, het Cruydeboeck (1554) van Rembert Dodoens en het Cruydtboeck van Mathias de Lobel.
Langzamerhand verdwenen de kruidboeken en verschenen er flora's zonder informatie over het medische gebruik. De flora's beperkten zich tot een bepaald gebied en behandelden de planten systematischer. Bovendien werden ze geleidelijk aan voorzien van determinatietabellen.
Het woord herbarius heeft ook andere betekenissen:
- Een plantenverzameling, zoals een herbarium
- Een kruidkundige (een arts)

## 16e-eeuwse voorbeelden
- 1530–1536 Otto Brunfels – Herbarum vivae eicones deel 1, deel 2 en 3, Straatsburg (Hans Schott)
- 1539 Hieronymus Bock – New Kreütter Buch, Straatsburg (Wendel Rihel), zonder afbeeldingen; tweede druk, als Kreüterbuch, Straatsburg, 1546 (Wendel Rihel), met afbeeldingen
- 1543 Leonhart Fuchs – New Kreüterbuch, Basel (Michael Isingrin)
- 1554 Rembert Dodoens – Cruijdeboeck (hier de uitgave van Jan vander Loe, Antwerpen, 1563)
- 1561 Valerius Cordus – Historiae plantarum libri IV, Straatsburg (Josias Rihel), verzorgd door Conrad Gesner
- 1571 Pietro Andrea Mattioli – Compendium de plantis omnibus, una cum earum iconibus, Venetië (Valgrisius)
- 1581 Mathias de Lobel – Kruydtboeck, Antwerpen (Christoffel Plantijn)
- 1588–1591 Tabernaemontanus – Neuw Kreuterbuch deel 1; deel 2, Frankfurt am Main (Nicolaus Bassaeus)